# Кайноважа
Кайноважа, в верхнем течении — Кайноваркоя — река в России, протекает в Карелии.
Исток находится в заболоченной местности в Суоярвском районе. Течёт на юг, пересекает границу Пряжинского района. Устье реки находится в 14 км по левому берегу Наровожа. Длина реки составляет 26 км, площадь водосборного бассейна 114 км². Населённых пунктов на реке нет.

## Данные водного реестра
По данным государственного водного реестра России относится к Балтийскому бассейновому округу, водохозяйственный участок реки — Водные объекты бассейна озера Ладожское без рек Волхов, Свирь и Сясь, речной подбассейн реки — Нева и реки бассейна Ладожского озера (без подбассейна Свирь и Волхов, российская часть бассейнов). Относится к речному бассейну реки Нева (включая бассейны рек Онежского и Ладожского озера).
Код объекта в государственном водном реестре — 01040300212102000011372.